# Clavularia filippi
Clavularia filippi is een zachte koraalsoort uit de familie Clavulariidae. De koraalsoort komt uit het geslacht Clavularia. Clavularia filippi werd in 1864 voor het eerst wetenschappelijk beschreven door Kölliker. 